# Земельный вопрос (Остров Принца Эдуарда)

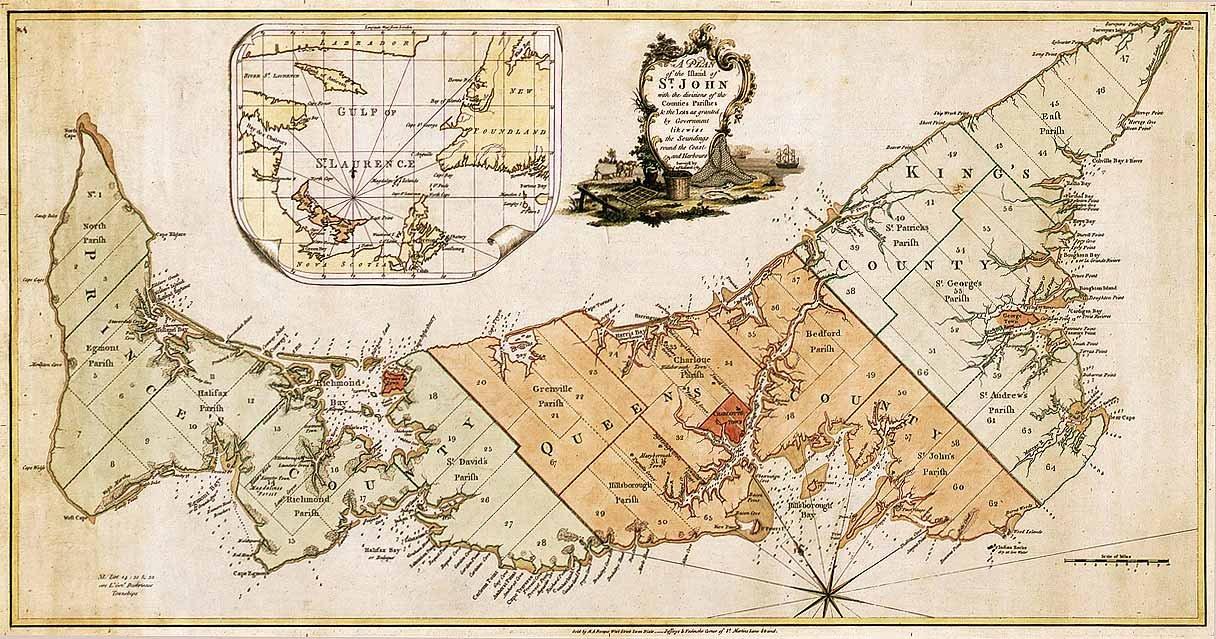
Карта острова Принца Эдуарда 1775 года. Название: «План острова Сент-Джон с делением на округа, приходы и участки, предоставленные правительством, а также промеры глубин вдоль побережья и в гаванях. Исследовано Холландом. 1775 год».

Земельный вопрос на острове Принца Эдуарда, ныне в Канаде, касался системы собственности на землю. Владельцы земли выступали за аренду, в то время как арендаторы предпочитали фригольд. В 1767 году британское правительство разделило остров на участки, арендованные у собственников, что привело к низким арендным платежам и финансовым трудностям собственников. Попытка принудительного отчуждения земли неплательщиков в 1781 году вызвала вмешательство Министерства по делам колоний в 1783 году, а губернатор Уолтер Паттерсон был отстранен в 1786 году. В 1797 году началось Движение выморочного имущества, целью которого было убедить Корону выкупить землю у владельцев и продать ее арендаторам. Несмотря на успехи в Генеральной ассамблее в 1803 году, британское правительство заблокировало эти усилия. После нескольких неудачных попыток, включая гражданское неповиновение в 1864–1865 годах, собственники начали распродажу своей земли. В 1873 году Остров Принца Эдуарда присоединился к Канадской конфедерации при условии отмены системы, что завершило земельный вопрос в провинции.

## Предыстория
В 1763 году, согласно Парижскому договору, остров Принца Эдуарда был передан от Франции Великобритании. В 1767 году была введена система землевладения и остров был разделен на 67 участков площадью около 20 000 акров (81 кв. км) каждый, а поселенцы жили на участках земли, сдаваемых в аренду собственниками. Право собственности на участки земли разыгрывалось на лотерее в Лондоне. Победителями становились в основном политические, деловые и военные деятели, имеющие связи с британским правительством. В 1769 году под давлением собственников, которые беспокоились, что законодательный орган Новой Шотландии заставит их отказаться от своих прав собственности, британское правительство предоставило Острову Принца Эдуарда автономию.

## Изначальный конфликт
После создания новой системы на острове Принца Эдуарда возник конфликт, связанный с Американской войной за независимость, которая выгнала потенциальных поселенцев. Владельцы земель не могли выполнить обязательства по поселению людей и не получали арендную плату, что делало их неспособными или не желающими платить оброк короне. Конфликт также возник между арендаторами и владельцами, которые не проживали на острове и пренебрегали обязательствами. В 1774 году правительство приняло Закон о квартплате для обеспечения финансирования гражданской инфраструктуры, однако многие владельцы продолжали не платить. В 1781 году губернатор Уолтер Паттерсон принудительно приобрел около половины острова, проведя публичный аукцион на продажу земли, но Колониальное управление отменило результаты аукциона в 1783 году под давлением владельцев. Они также добились отстранения губернатора Паттерсона от должности в 1786 году
.

## Движение выморочного имущества
В 1797 году на Острове Принца Эдуарда возникло движение Escheat, предлагающее конфискацию земель в пользу короны при невыполнении обязательств по оброкам, с возможностью выкупа или аренды земель арендаторами. В 1802 году движение получило большинство в Генеральной ассамблее, а в 1803 году был принят закон о введении escheat, но получил отказ в королевском одобрении. В 1832 году введен налог на землю, и правительство обещало отказаться от принудительного взимания оброка. В 1836 году принят закон о штрафном налоге на незанятые земли, который несмотря на первоначальный отказ, получил королевское согласие в 1838 году благодаря комментариям лорда Дарема. Арендаторы продолжали лишаться владения землёй. В 1830 году римские католики получили право голоса, а в 1838 году Партия выморочного имущества заняла большинство в Генеральной Ассамблее. Новый законопроект о выморочном имуществе был отклонен Законодательным советом. Лидер партии Уильям Купер не получил встречу с министром по делам колоний. В итоге движение распалось.